# Kim-Rune Hansen
Kim-Rune Hansen (* 8. Juni 1988) ist ein ehemaliger norwegischer Snowboarder. Er startete in den Freestyledisziplinen.

## Werdegang
Hansen fuhr im März 2006 seinen ersten Weltcup in St. Petersburg, welchen er auf dem 16. Platz im Big Air beendete. Von 2006 bis 2016 nahm er ebenfalls an Wettbewerben der Ticket to Ride World Snowboard Tour teil. Dabei erreichte er im Slopestyle mit dem dritten und ersten Platz bei der Burton Am Tour in Trysil und Hemsedal seine ersten Podestplatzierungen. Bei der Snowboard-Juniorenweltmeisterschaften 2007 in Bad Gastein gewann er Bronze im Big Air. Im Januar 2008 gewann er beim O’Neill Evolution in Davos auf der Quarterpipe. Zwei Monate später holte er im Big Air in Valmalenco seinen ersten und bisher einzigen FIS-Weltcupsieg. Bei den Snowboard-Weltmeisterschaften 2009 belegte er den 35. Platz auf der Halfpipe und 12. Rang im Big Air. Im Februar 2010 siegte er beim Max It Big Air in Hafjell. Bei den Snowboard-Weltmeisterschaften 2012 in Oslo kam er auf den 48. Rang im Slopestyle. Auf der Quarterpipe gewann er Silber. In der Saison 2012/13 errang er im Big Air den dritten Platz beim Spring Battle in Flachauwinkl und den zweiten Platz bei The Shred Show in Whistler. In der Saison 2013/14 siegte er im Big Air beim Vienna Fridge in Wien und belegte den dritten Platz beim Air & Style in Peking. Die Saison beendete er auf dem fünften Platz in der Tour-Big Air Wertung. Bei den Winter-X-Games 2015 errang er den zehnten Platz im Big Air.